# Cratere Naonobu
Naonobu è un cratere lunare di 32,96 km situato nella parte sud-orientale della faccia visibile della Luna.